# Where's the Drop?
where's the drop? è l'ottava raccolta del DJ canadese deadmau5, pubblicata il 30 marzo 2018.

## Descrizione
Nel marzo 2018 l'etichetta discografica di deadmau5, la mau5trap, annuncia l'uscita di un album, descrivendolo come "un progetto orchestrale dal vivo nato con la collaborazione del compositore Gregory Reveret." Viene inoltre dichiarato che sarà basato su 7, un EP di Deadmau5 del 2013 ispirato ai sette vizi capitali, insieme ad altre cover orchestrali dei lavori precedenti di Zimmerman.
Zimmerman e Reveret si sono conosciuti durante un livestream su Twitch, in una sessione di "mau5trap Monday".
L'uscita dell'album è stata supportata da una performance live della CMG Music Recording Orchestra al The Wiltern, un teatro di Los Angeles, il 1º aprile 2018.
Questa esibizione è stata trasmessa in streaming su Tidal.

## Pubblicazione
Il 7 marzo 2018, Zimmerman annuncia l'uscita dell'album, dichiarando che sarà in esclusiva su Tidal. Ciò ha causato del malumore fra i fan, che hanno messo in discussione l'uscita esclusiva dell'album. In risposta, Zimmerman dichiara che "Tidal ha un diritto di esclusiva per un tempo limitato", commentando che "centinaia di persone devono essere pagate per aver collaborato alla realizzazione dell'album".
In un'intervista a Variety, Zimmerman dichiara che l'album non sarebbe esistito se non fosse stato per Tidal e che una volta terminata l'esclusiva, sarebbe stato rilasciato sulle altre piattaforme digitali.
Il 30 marzo 2018 l'album viene rilasciato su Tidal e una versione su vinile uscirà in futuro.

## Tracce
1. imaginary friends (ov) – 1:43
2. luxuria (ov) – 3:23
3. coelacanth (ov) – 7:52
4. acedia (ov) – 5:47
5. avaritia (ov) – 2:58
6. monophobia (ov) – 5:38
7. gula (ov) – 2:16
8. invidia (ov) – 3:19
9. unjaded (ov) – 3:22
10. ira (ov) – 5:29
11. fn pig (ov) – 8:32
12. hr 8938 cephei (ov) – 5:52
13. superbia (ov) – 4:23
14. caritas (ov) – 1:38
15. strobe (ov) – 5:11